# Partito Nazionale Corporativo
Il Partito Nazionale Corporativo (in inglese: National Corporative Party) è stato un partito politico di matrice fascista fondato in Irlanda da Eoin O'Duffy nel 1935 dalle ceneri delle Blueshirts e richiamandosi ideologicamente al Fascismo italiano, al Nazionalsocialismo tedesco e al Falangismo spagnolo.
O'Duffy lasciò l'Irlanda nel 1936 per guidare la brigata irlandese nei volontari internazionali nella guerra civile spagnola, un'azione che portò a un ulteriore declino nel Partito corporativo nazionale. Si ritirò al suo ritorno nel 1937. Senza O'Duffy sia le Blueshirts sia il National Corporate Party svanirono.
| Controllo di autorità | VIAF (EN) 133976358 · LCCN (EN) no92009768 |